# PINK STOCKING CLUB BAND
PINK STOCKING CLUB BAND（ピンクストッキングクラブバンド）は、日本のバンド。 1994年結成。2001年に「THE PINK STOCKING CLUB BAND」名義としては一旦解散し、同メンバーで「ground」を結成。メンバー交代を経て2005年まで活動するも解散。その後、「桐畑順バンド」として活動を再開し、2017年10月8日に「PINK STOCKING CLUB BAND」に改名して再始動した。「BSヤングバトル」第7回グランプリ受賞。

## メンバー
- 桐畑順

ボーカル、ギター。作詞・作曲を担当。解散後はソロ活動の他、ザ・コントロール、THE KOZIESとしても活動。
- 中河原智也

ベース。2000年に加入。THE KOZIESとしても活動。
- 竹田浩二

ドラム。THE PINK STOCKING CLUB BAND解散後のバンドに2003年に加入。THE KOZIESとしても活動。

### 旧メンバー
- 明森之宜

ベース。2000年脱退。
- 小野太一

ドラム。2003年脱退。

## 来歴
1994年、桐畑・小野によって結成。1995年に明森が加入し、メジャーデビュー時のメンバーとなる。1996年、NHKで放映された番組「BSヤングバトル」第7回でグランプリを受賞し、翌1997年にシングル「I LOVE YOU」でメジャーデビュー。1999年発売の6枚目のシングル「I will follow」がテレビ朝日で放映された「リングの魂」のエンディングテーマに抜擢される等、1999年までに6枚のシングル、3枚のフルアルバムをリリース。2000年、活動の場をインディーズに戻す。同年、ベースの明森が脱退し、中河原が加入したが、2001年をもって「THE PINK STOCKING CLUB BAND」名義としては解散する。
2002年、同メンバーでバンド名を「ground」と改名して活動、2003年に小野が脱退し、竹田が加入する。2005年にgroundは解散し、2006年には桐畑・小野にベースの佐久間を加えて「ザ・コントロール」を結成（現在は解散）。その後、囲碁将棋の文田をボーカルとしたバンド「THE KOZIES」をground解散時のメンバーと共に結成するほか、桐畑・中河原・竹田による「桐畑順バンド」として活動をしていたが、2017年10月8日のライブ終了後に「桐畑順バンド」を「PINK STOCKING CLUB BAND」に改名し、同バンド名として再始動した。